# Dysphaea
Dysphaea – rodzaj ważek z rodziny Euphaeidae.

## Podział systematyczny
Do rodzaju należą następujące gatunki:
- Dysphaea basitincta Martin, 1904
- Dysphaea dimidiata Selys, 1853
- Dysphaea ethela Fraser, 1924
- Dysphaea gloriosa Fraser, 1938
- Dysphaea haomiao Hämäläinen, 2012
- Dysphaea lugens Selys, 1873
- Dysphaea ulu Hämäläinen, Dow & Stokvis, 2015
- Dysphaea vanida Hämäläinen, Dow & Stokvis, 2015
- Dysphaea walli Fraser, 1927